# Иля-Килтсунъярви
И́ля-Ки́лтсунъя́рви (Иля-Килтсун-ярви; фин. Ylä-Kiltsunjärvi) — озеро на территории Лоймольского сельского поселения Суоярвского района Республики Карелия.

## Общие сведения
Площадь озера — 0,6 км². Располагается на высоте 176,3 метров над уровнем моря.
Форма озера лопастная, продолговатая: вытянуто с северо-запада на юго-восток. Берега каменисто-песчаные, местами заболоченные.
Из южной оконечности озера вытекает протока, текущая в озеро Ала-Килтсунъярви, из которого также вытекает протока, текущая в озеро Суриярви, откуда вытекает река Сурийоки, втекающая в озеро Муаннонъярви, из которого берёт начало река Муаннонйоки.
Населённые пункты возле озера отсутствуют. Ближайший — посёлок Лоймола — расположен в 28,5 км к юго-востоку от озера.
Код объекта в государственном водном реестре — 01040300211102000013858.